# Pointe du Ribon
La Pointe du Ribon (3.529 m s.l.m.) è una montagna francese che si trova nella Savoia.

## Caratteristiche
La montagna si trova a poca distanza dal confine con l'Italia. La montagna rappresenta la prima elevazione del Gruppo del Charbonnel collocandosi appena a nord-ovest della Selle du Ribon.

## Salita alla vetta
Dall'Italia si può salire sulla montagna partendo dal lago di Malciaussia. Dal lago si sale al Rifugio Ernesto Tazzetti e poi al colle della Resta (3.183 m). Dal colle si mette piede sul ghiaccialo e passando sotto la Punta delle Cavalle (3.394 m) si perviene alla Selle du Ribon (3.401 m). Infine si raggiunge la vetta per la cresta.
Dalla Francia si può partire dal parcheggio della valle del Ribon (Bessans). Si percorre la valle fino a mettere piede sul ghiacciaio del Rocciamelone costeggiandolo sulla parte destra ed arrivando così alla Selle du Ribon. Infine si percorre la cresta fino alla vetta.